# Ancienne église Saint-Julien de Caen
Pour les articles homonymes, voir Église Saint-Julien.
L'ancienne église Saint-Julien de Caen est un lieu de culte chrétien fondé au VIIe siècle à Caen. Reconstruite plusieurs fois, cette église fut définitivement détruite en 1944. Henry Bernard reconstruisit une nouvelle église sur un emplacement différent dans les années 1950 (voir église Saint-Julien de Caen).

## Situation
L'ancienne église est implantée au pied du coteau montant en pente douce depuis la vallée marécageuse de l'Orne et de l'Odon. À partir du XIe siècle, elle est le centre d'un faubourg ; elle est alors située à proximité de la porte Saint-Julien.

## Histoire

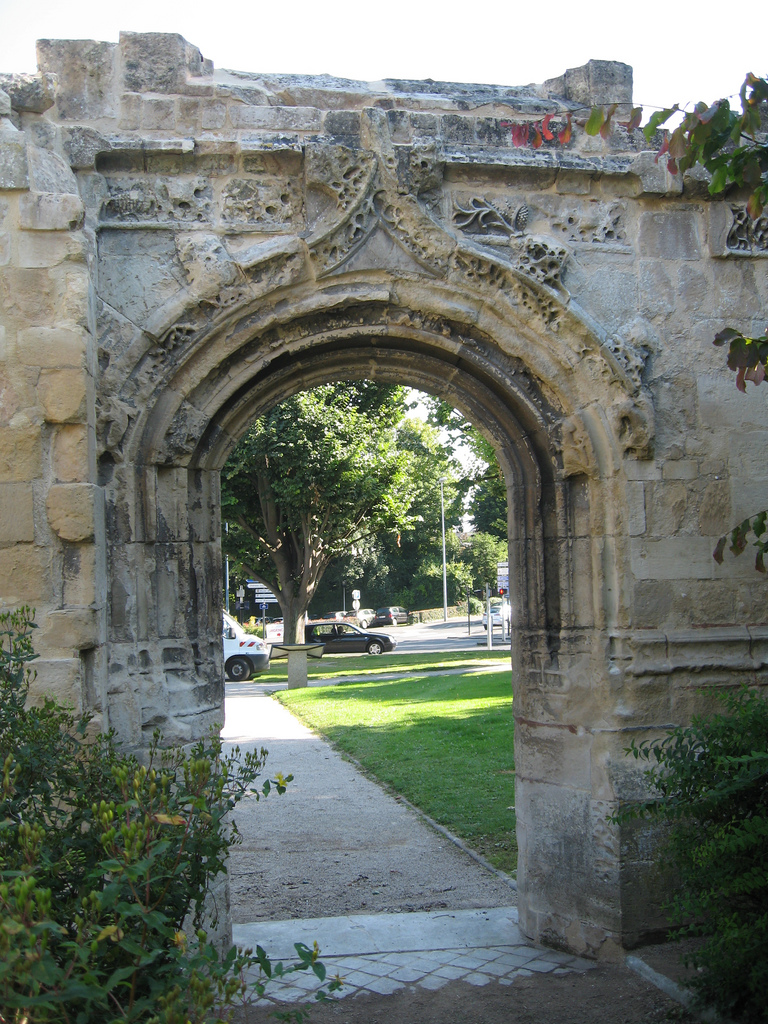
Vestige du portail du XVe siècle

Le premier lieu de culte dédié à saint Julien aurait été fondé au VIIe siècle à Calibourg, hameau situé à proximité de l'ancienne voie romaine qui traversait la vallée de l'Orne. Cet oratoire, entouré d'un cimetière, est donc l'une des plus anciennes églises de Caen. Les fouilles menées par Jean-Yves Marin en 1988-1990 ont permis de dégager les structures de ce premier édifice.
Quand Bourg-le-Roi (actuel centre-ville ancien de Caen) est entouré d'une enceinte dans la deuxième partie du XIe siècle, une petite partie de la paroisse Saint-Julien est incluse dans le périmètre enclos ; mais la majeure partie de la paroisse reste hors-les-murs et se développe en tant que faubourg de la ville. L'église est reconstruite au XIIe siècle en réutilisant l'un des murs de l'église du VIIe siècle. La paroisse, assez petite, faisait partie du doyenné de Caen.
L'église est mentionnée pour la première fois vers 1150. C'est alors une possession de la commanderie des Templiers de Voismer, située à Fontaine-le-Pin. Quand l'ordre des Templiers est supprimé en 1312, la paroisse est donnée à l'ordre de Saint-Jean de Jérusalem. Du fait de ce patronage, le titre de prieur ou de curé commendataire avait été octroyé au curé de Saint-Julien.
Très endommagée pendant la guerre de Cent Ans, elle est reconstruite dans la seconde moitié du XVe siècle.
Dans la deuxième partie du XIXe siècle, de nouveaux travaux transforment la physionomie extérieure de l'église. Une nouvelle sacristie est construite au pied du clocher. En 1879, son clocher en bâtière est remplacé par un nouveau clocher surmonté d'une flèche de style néo-gothique. La décoration intérieure est également modifiée (mobilier, vitraux).
L'église est totalement détruite lors du bombardement du 7 juillet 1944. L'église est retirée de la liste des monuments protégés au titre des monuments historiques. Pendant un temps, un baraquement provisoire est installé sur le site de l'ancienne église afin de permettre la célébration des offices. Par la suite, l'église actuelle est construite sur les hauteurs du quartier. Un espace vert a alors été aménagé pour mettre en valeur les vestiges de l'église ; un pan de mur du portail occidental a été conservé et les limites anciennes de l'édifice ont été marquées au sol.

### Architecture
Selon Guillaume-Stanislas Trébutien, elle est « assez semblable à une église de campagne ». Le plan reprend une organisation courante en Normandie au XIVe siècle : la nef, aux voûtes très basses, était contrebutée et éclairée seulement par les bas-côtés. L'église n'avait donc pas de transept. Le portail occidental est orné d'un arc surbaissé. Ce portail, ainsi que l'abside à pans coupés et les contreforts, sont ornés d'éléments de décoration caractéristiques de l'architecture gothique (motifs végétaux, animaux fantastiques).